# Bernhard (Familienname)
Bernhard ist ein deutscher Familienname.

## Herkunft und Bedeutung
Der Name leitet sich vom Vornamen Bernhard ab.

## Varianten
- Bernhardt, Bernhart, Bernard, Bernhardi, Behn, Behnke, Bernhards

## Namensträger

### A
- Adam Karl Bernhard (1807–1893), deutscher Orgelbauer
- Adolf Bernhard (1882–1942), deutscher römisch-katholischer Geistlicher, Opfer des NS-Regimes
- Alexander Bernhard (1927–2024), deutscher Chirurg und Hochschullehrer
- Alfred Bernhard-Walcher (* 1948), österreichischer Archäologe und Historiker
- Andreas Bernhard (* 1985), deutscher Mixed-Martial-Arts-Kämpfer
- Annemarie Bernhard (* 1992), niederländische Ruderin
- Anouschka Bernhard (* 1970), deutsche Fußballspielerin
- Armin Bernhard (* 1954), deutscher Automobilrennfahrer
- Arnold Bernhard (1886–1944), deutscher Unternehmer und NS-Opfer
- Athanasius Bernhard (1815–1875), böhmischer Zisterzienser und Abt des Klosters Osek (1853–1875)
- Auguste Bernhard (1822–1860), deutsche Schauspielerin.

### C
- Carl Bernhard (1798–1865), dänischer Schriftsteller, siehe Andreas Nikolai de Saint-Aubain
- Carl Bernhard (Architekt) (1879–1938), deutscher Architekt
- Carl Friedrich Bernhard (1771–nach 1810), deutscher Baumwollspinnerei-Gründer
- Carl Gustaf Bernhard (1910–2001), schwedischer Mediziner
- Christian Bernhard (* 1963), österreichischer Politiker und Mediziner
- Christoph Bernhard (Komponist) (1628–1692), deutscher Komponist, Kapellmeister und Musiktheoretiker
- Christoph Bernhard (Schauspieler) (* 1979), deutscher Schauspieler
- Claudia Bernhard (* 1961), deutsche Politikerin (Die Linke)

### D
- Dagmar Bernhard (* 1981), österreichische Sängerin

### E
- Erika Bernhard, österreichische Diplomatin
- Emil Bernhard (Politiker) (1881–1964), Schweizer Politiker
- Emil Bernhard Cohn (1881–1948), deutscher Rabbiner (Pseudonym)
- Ernst Bernhard (1896–1965), deutscher Psychoanalytiker
- Ernst-Dieter Bernhard (1924–2017), deutscher General
- Erwin Bernhard (1852–1914), deutschbaltischer Architekt

### F
- Felix Bernhard (* 1973), deutscher Sachbuchautor und Unternehmensberater
- Franz Bernhard (Politiker) (1934–2000), österreichischer Politiker (ÖVP)
- Franz Bernhard (Bildhauer) (1934–2013), deutscher Bildhauer
- Franz Bernhard (Indologe) (1931–1971), deutscher Indologe
- Franz Julius Bernhard (1810–1873), deutscher evangelisch-lutherischer Pfarrer und Autor
- Franz Xaver Bernhard (1726–1780), deutscher Kirchenmaler
- Friedrich Bernhard (General) (1888–1945), deutscher Generalleutnant
- Friedrich Bernhard (Mediziner) (1897–1949), deutscher Chirurg
- Friedrich Wilhelm Bernhard (1804–1861), deutscher Orgelbauer
- Fritz Bernhard (Maler) (1895–1966), Schweizer Maler
- Fritz Bernhard (1897–1971), deutscher Satiriker und Humorist, siehe Erwin F. B. Albrecht
- Fritz Bernhard (Physiker) (1913–1993), deutscher Physiker

### G
- Georg Bernhard (1875–1944), deutscher Publizist
- Georg Bernhard (Künstler) (* 1929), deutscher Künstler und Hochschullehrer
- Gerald Bernhard (* 1956), deutscher Romanist
- Günter Bernhard (1926–2014), österreichischer Sportwissenschaftler

### H
- Hans Bernhard (Kaufmann) (1896–1973), österreichischer Kaufmann
- Hans Bernhard (Geograph, 1888) (1888–1942), Schweizer Geograph, Agrarwissenschaftler und Politiker
- Hans Bernhard (Geograph, 1907) (1907–nach 1986), Schweizer Geograph, Lehrer und Verbandsfunktionär
- Hans Bernhard (Lehrer) (1922–2015), deutscher Lehrer, Experte für Schultheater
- Hans Bernhard (Dirigent) (1929–2002), deutscher Dirigent und Domkapellmeister
- Hans-Dietrich Bernhard (* 1945), deutscher Diplomat
- Hans-Joachim Bernhard (1929–2008), deutscher Germanist, Literarhistoriker und Hochschullehrer
- Harvey Bernhard (1924–2014), US-amerikanischer Filmproduzent
- Heiner Bernhard (* 1957), deutscher Jurist
- Heinrich Bernhard (Mediziner) (1893–1945), deutscher Neurologe und Psychiater
- Heinrich Bernhard (1897–1983), deutscher SS-Führer und Referatsleiter im Reichssicherheitshauptamt
- Helmut Bernhard (* 1948), deutscher Archäologe
- Henry Bernhard (1896–1960), deutscher Verleger, Journalist und Politiker
- Henry Bernhard (Journalist) (* 1969), deutscher Hörfunkjournalist

### J
- Joachim Bernhard (* 1961), deutscher Schauspieler
- Johann Bernhard (Theologe) (um 1500–1551), deutscher Theologe
- Johann Adam Bernhard (1688–1771), deutscher Historiker und Archivar
- Johann Hartmann Bernhard (1773–1839), deutscher Orgelbauer
- Johannes Bernhard (1846–1915), Hauptpastor an St. Lorenz
- Josef Michl-Bernhard (1888–1951), österreichischer Sänger, Gesangslehrer und Intendant
- Josef Hermann Bernhard (1925–2020), deutscher Kybernetiker und Informatiker
- Julia Bernhard (* 1992), deutsche Comiczeichnerin und Illustratorin
- Julius Adolf Bernhard (1841–1924), deutscher Klassischer Philologe und Gymnasialdirektor

### K
- Karl Bernhard (1798–1865), dänischer Schriftsteller, siehe Andreas Nikolai de Saint-Aubain
- Karl Bernhard (Ingenieur) (1859–1937), deutscher Bauingenieur und Architekt
- Karl Bernhard (Chemiker) (1904–1993), Schweizer Biochemiker
- Klaus Bernhard (* 1967), österreichischer Amateurastronom

### L
- Lena Bernhard (* 2001), deutsche Volleyballspielerin
- Lucian Bernhard (eigentlich Emil Kahn; 1883–1972), deutscher Designer und Plakatkünstler
- Ludger Bernhard (1912–2010), deutscher römisch-katholischer Geistlicher
- Ludwig Bernhard (1875–1935), deutscher Nationalökonom

### M
- Marc Bernhard (* 1972), deutscher Politiker (AfD)
- Marianne Bernhard (* 1936), deutsche Autorin und Verlegerin
- Marie Bernhard (1852–1937), deutsche Schriftstellerin
- Marieluise Bernhard-von Luttitz (Marieluise von Luttitz; 1913–1997), deutsche Schriftstellerin
- Markus Bernhard (1921–2002), deutscher Handballspieler
- Martin Bernhard (* 1971), österreichischer Fußballspieler und -trainer
- Michael Bernhard (Latinist) (1949–2022), deutscher Latinist und Musikwissenschaftler
- Michael Bernhard (Schauspieler) (* 1979), deutscher Schauspieler und Regisseur
- Michael Bernhard (Politiker) (* 1981), österreichischer Unternehmer und Politiker (Neos)

### N
- Nadja Bernhard (* 1975), österreichische Journalistin
- Nikolaus Bernhard (1881–1957), deutscher Gewerkschaftsvorsitzender und Politiker (SPD)

### 0
- Olivier Bernhard (* 1968), Schweizer Triathlet
- Oscar Bernhard (1861–1939), Schweizer Arzt
- Otmar Bernhard (* 1946), deutscher Politiker (CSU)
- Otto Bernhard (1880–1952), deutscher Kaufmann und Politiker (NSDAP, SRP)
- Otto Bernhard (Gartenbauingenieur) (1922–2013), deutscher Gartenbauingenieur, Dendrologe und Naturschützer

### P
- Paul Bernhard (1920–1993/1994), deutscher Röntgenologe
- Paula Weber-Bernhard (1894–1921), Schweizer Frauenrechtsaktivistin
- Peter Bernhard (* 1943), Schweizer Autorennfahrer
- Peter Bernhard (Maler) (* 1952), deutscher Maler
- Peter Bernhard (Sänger) (* 1963), Schweizer Sänger (Tenor)
- Peter Bernhard (Philosoph) (* 1968), deutscher Philosoph
- Pieter Gerardus Bernhard (1813–1880), niederländischer Porträt- und Genremaler sowie Lithograf

### R
- Ramona Bernhard (* 1988), deutsches Fotomodell
- Robert Bernhard (1862–1943), deutscher Forstmann
- Roberto Bernhard (* 1929), Schweizer Autor und Journalist
- Roland Bernhard (* 1957), deutscher Politiker und Landrat
- Roland Bernhard (Historiker) (* 1980), österreichischer Historiker
- Rolf Bernhard (* 1949), Schweizer Leichtathlet
- Rudolf von Bernhard (1819–1887), deutschbaltisch-russischer Architekt und Hochschullehrer
- Rudolf Bernhard (1901–1962), Schweizer Schauspieler
- Rudolph Bernhard (1934–2002), deutscher Journalist
- Ruth Bernhard (1905–2006), deutsch-US-amerikanische Fotografin

### S
- Sandra Bernhard (* 1955), US-amerikanische Schauspielerin, Sängerin und Komikerin
- Sidney A. Bernhard (1927–1988), US-amerikanischer Chemiker
- Silke Bernhard, deutsche Voltigiererin

### T
- Theodor Bernhard (1880–1955), österreichischer Rechtsanwalt und Gründer des Österreichischen Sängerbunds
- Thomas Bernhard (1931–1989), österreichischer Schriftsteller
- Timo Bernhard (* 1981), deutscher Rennfahrer
- Titus Bernhard (* 1963), deutscher Architekt

### W
- Walter Bernhard (* 1971), Schweizer Fußballspieler und -trainer
- Wanda von Bernhard (1879–1958), deutsche bzw. russische bzw. sowjetische Pianistin und Musikpädagogin
- Werner Bernhard (1909–1999), deutscher Maler und Grafiker
- Wilhelm Bernhard (1920–1978), Schweizer Pathologe
- Wolfgang Bernhard (* 1960), deutscher Manager
- Wolfram Bernhard (1931–2022), deutscher Anthropologe